# Vision Award
Il Vision Award, assegnato dal 2013 in collaborazione con il Locarno Festival, intende omaggiare esponenti illustri del panorama mondiale che hanno contribuito con il proprio lavoro e il talento creativo ad aprire nuove prospettive nel cinema.

## Albo d'oro
- 2013: Douglas Trumbull - effetti speciali
- 2014: Garrett Brown - creatore della Steadicam
- 2015: Walter Murch - montatore e sound designer
- 2016: Howard Shore - compositore e direttore d'orchestra
- 2017: José Luis Alcaine - direttore della fotografia
- 2018: Kyle Cooper
- 2019: Claire Atherton
- 2020:
- 2021: Phil Tippett
- 2022: Laurie Anderson
- 2023: Pietro Scalia